# Leader/followers
Leader/followers (vůdce/následovníci) je v softwarovém inženýrství rozšířením nebo variantou návrhového vzoru Thread pool (bazének vláken). Řeší situaci, kdy je větší množství požadavků či událostí zpracováváno více vlákny, přičemž požadavků je více než vláken.

## Účel
Cílem tohoto návrhového vzoru je zjednodušit přidělování událostí vláknům a minimalizovat nároky na výpočty a kopírování dat s tím spojené.

## Struktura
Návrh sestává ze čtyř základních tříd: handle, handle set, event handler a thread pool. 

### Handle
Handle představuje zdroj událostí, například síťové spojení. Objektů třídy handle, tedy zdrojů událostí, může být více a mohou být sdruženy do třídy Handle Set, která poskytuje metody pro zjištění, zda některý ze zdrojů vyvolal událost a případné čekání, až nějaká událost nastane.

### Event handler
Event handler je rozhraní pro zpracování jednotlivých konkrétních událostí.

### Thread pool
Thread pool je jádrem tohoto vzoru. Obsahuje jednotlivá vlákna, která mají události zpracovávat. Každé vlákno může být v jednom ze tří stavů: vůdce, následovník nebo zpracovávání. Vůdce je vždy maximálně jeden. Je to vlákno, které čeká na další událost. K tomu využívá Handle Set. Jakmile skrze Handle Set zjistí událost, kterou může zpracovat, určí jedno z dalších vláken, které v tu chvíli žádnou událost nezpracovávají – tedy jednoho z následovníků, novým vůdcem. Poté skrze příslušný event handler spustí zpracovávání události. Po ukončení zpracovávání přejde do stavu následovníka.
Následovník je tedy spící vlákno, které nedělá nic a čeká, až bude probuzeno aktuálním vůdcem.

## Příklad z reálného života
V reálném životě je si lze použití tohoto vzoru představit například jako taxíky čekající na letišti. Jednotlivé taxíky zde představují vlákna. První taxík je v roli vůdce – čeká na přílet letadla a příchod pasažérů, ostatní taxíky jsou následovníci. Po příchodu pasažérů je první taxík naloží a odváží, další taxík v řadě se stává vůdcem. První taxík se po odvezení cestujících vrací zpět na letiště – na thread pool a přechází do role následovníka. 